# كيمياء السعادة
كيمياء السعادة (بالفارسية: کیمیای سعادت) كتاب للإمام أبو حامد الغزالي، في باب التصوف السنّي وعلم معرفة النفس، كتبه باللغة الفارسية، تحت اسم «كيمياى سعادت»، بشكل موسع بمجلدين ثم ترجم مقتطفات منه بايجاز إلى اللغة العربية بنفسه بكتاب صغير من أربعة كراريس وعنوانه «كيمياء السعادة». وقد تحدث فيه عن:
1. معرفة النفس.
2. معرفة القلب وجنوده.
3. الأخلاق الحسنة والأخلاق السيئة.
4. معرفة تركيب الجسد بالشكل الدقيق والصحيح.

وهنال من يعتبر، مثل المرتضى، بأن النص الفارسي لكتاب «كيمياء السعادة» هو المقابل الفارسي لكتاب الإحياء، وذلك لوجود العديد من التشابه بين الكتابين. الا ان الغزالي ذكر في المقدمة الفارسية لكتاب كيمياء السعادة انه كتبه كمرأة لروحية كتاب احياء علوم الدين وملخص لكتاباته الدينية الأخرى وخصه باللغة الفارسية ليصل إلى أكبر عدد من القراء في زمانه. ويرجح المستشرق موريس بويج اليسوعي أن النص العربي لم يكتبه الغزالي نفسه.

## محتوى الكتاب

### النص الفارسي
اشتملت النسخة الفارسية على مجلدين كبار. يبداء كتاب كيمياء السعادة وترجماته ببعض الاحاديث النبوية الشريفة. ينقسم الكتاب باللغة الفارسية إلى اربع اركان لكل ركن عشرة أصول هي:
1. ركن العبادة: اعتقاد أهل السنة، طلب العلم، الطهارة، الصلاة، الزكاة، الصيام، الحج، تلاوة القرآن، الاذكار والدعوات، وترتيب الاوراد.
2. ركن المعاملة: اداب الطعام، آداب النكاح، آداب الكسب والتجارة، طلب الحلال، آداب الصحبة، آداب العزلة، آداب السفر، آداب السماع والوجد، آداب الامر بالمعروف والنهي عن المنكر، ورعاية الرعية وتيسير الولاية.
3. ركن رؤية عقبات الطريق: رياضة النفس، علاج الشهوة، شر الكلام وآفات اللسان، الغضب والحقة والحسد، علاج حب الدنيا، علاج حب المال، علاج حب الجاه والحشمة، علاج الرياء والنفاق في العبادة، علاج الكبر والعجب، علاج الغرور والغفلة.
4. ركن المنجيات: التوبة والبعد عن المظالم، الشكر والصبر، الخوف والرجاء، الفقر والزهد، التوحيد والتوكل، محبة الحق تعالى والشوق، الصدق والخلاص، المخاسن، المراقبة، التفكر، الموت وآحوال الاخرة.

### النص العربي
اما الكتاب العربي، فاشتمل على مقدمة وواحد وعشرون فصلا هم: معرفة النفس، معرفة القلب، كيف تعرف نفسك، ما حقيقة القلب، لماذا خلق القلب، معرفة عساكر القلب، معرفة القلب وعسكره، وظيفة القلب، ثلاثة اشياء تبنى عليها السعادة، احوال القلب مع عسكره، الاخلاق الحسنة والاخلاق القبيحة، هل الصور تابعة للمعاني؟، في عجائب القلب، القلب مثل المرآة، متى يحجب القلب عن مطالعة عالم الملكوت؟ متى يطالع القلب عالم الملكوت، من طلب وجد، النفس مختصرة من العالم، في معرفة تركيب الجسد، تفصيل خلقة بني ادم. متى تفضل البهائم ابن ادم.

## المخطوطات الاصلية

### النص الفارسي
يوجد العديد من المخطوطات الاصلية للنسخة الفارسية في مكتبات عالمية منها: مكتبة برلين، مكتبة باريس، كمبردج فهرست براون، مكتبة ليبتسك، مكتبة برسبرج، مكتبة فيينا، جامعة برنستون، مكتبة الازهر بالقاهرة، ومكتبات عامة وخاصة أخرى.

### النص العربي
يوجد مخطوطات للنص العربي في مكتبات برلين، اياصوفيا، دار الكتب المصرية، ومانشستر فهرس منجانا بعنوان «كتاب معرفة النفس».

## الترجمات

### النص الفارسي
- التركية: ترجمه محمد رشيد عام 1905 وطبع في قازان.
- الألمانية: ترجمه هامر جشتل عام 1838 في فيينا.[8]
- الفرنسية: ترجمه توفيق صباغ عام 1951م ثم 1959 في بيروت.[9]
- العربية: طُبع النص العربي ضمن مجموعة رسائل جمعها محيي الدين صبري الكردي، القاهرة، سنة 1328 هـ و 1343 هـ.

### النص العربي
- التركية: ترجمة مصطفى الواني عام 1260 هـ في إسطنبول.
- الإنكليزية: ترجمها هولمز عن التركية عام 1873م في لولكنو. وترجمها فيلد عن الهندستانية عام 1910 م. في لندن.[10]
- الألمانية: ترجمها ريتر عام 1923 من النصين الفارسي والعربي بشكل مختصر.[11]